# Distretto di Ilfov
Il distretto di Ilfov (in romeno Județul Ilfov) è uno dei 41 distretti della Romania, ubicato nella regione storica della Muntenia.
Il Distretto di Ilfov sostanzialmente circonda la capitale Bucarest, che tuttavia non ne fa parte, avendo una propria amministrazione autonoma, pur essendo sede dell'amministrazione.

## Centri principali
| Comune                    | Abitanti |
| ------------------------- | -------- |
| Popești-Leordeni          | 53 434   |
| Voluntari                 | 47 366   |
| Bragadiru                 | 40 080   |
| Pantelimon                | 32 873   |
| Otopeni                   | 21 750   |
| Buftea                    | 20 577   |
| Chitila                   | 14 762   |
| Măgurele                  | 14 414   |
| Berceni                   | 13 766   |
| Cernica                   | 11 871   |
| Brănești                  | 10 708   |
| Jilava                    | 10 611   |
| Dati del 1º dicembre 2021 |          |

## Geografia antropica

### Suddivisioni amministrative
Il distretto è composto da 8 città e 32 comuni. Del distretto di Ilfov non fa parte alcun municipio.

#### Città
- Buftea
- Bragadiru
- Chitila
- Măgurele
- Otopeni
- Pantelimon
- Popești-Leordeni
- Voluntari

#### Comuni
- 1 Decembrie
- Afumați
- Balotești
- Berceni
- Brănești
- Cernica
- Chiajna

- Ciolpani
- Ciorogârla
- Clinceni
- Copăceni
- Corbeanca
- Cornetu
- Dascălu

- Dărăști-Ilfov
- Dobroești
- Domnești
- Dragomirești-Vale
- Găneasa
- Glina

- Grădiștea
- Gruiu
- Jilava
- Moara Vlăsiei
- Mogoșoaia
- Nuci

- Periș
- Petrăchioaia
- Snagov
- Ștefăneștii de Jos
- Tunari
- Vidra